# Johann Christian Neumark
 Johann Christian Neumark (* 18. Dezember 1740 in Pretzsch (Elbe), Kursachsen; † 9. Juni 1811 in Oranienbaum (Anhalt)) war ein deutscher Gärtner in Anhalt. Er war als Kunst- und Lustgärtner in Wörlitz, später als Orangeriegärtner in Oranienbaum tätig.

## Leben und Wirken
Sein Vater war Christian Salomo Neumark, die Mutter Johanna Christiana geb. Neide. Johann Christian Neumark hatte sechs Geschwister. Um das Jahr 1754 begann Neumark wohl in Pretzsch seine Gärtnerlehre. Später führte ihn sein Weg ins Fürstentum Anhalt, vermutlich auch, weil zwei seiner Schwestern  Angehörige des Regiments des Fürsten Eugen von Anhalt-Dessau geheiratet hatten.
Schon 1765 begannen die Gärtner Johann Christian Neumark und Johann Leopold Ludwig Schoch (1728–1793) mit dem Bau der Wörlitzer Anlagen. Der Hofgärtner Johann Friedrich Eyserbeck (1734–1818) erarbeitete dazu die ersten Entwürfe für den Wörlitzer Garten im englischen Stil. 1775 reiste Neumark mit Leopold III. Friedrich Franz (Anhalt-Dessau) und dessen Gattin Luise von Brandenburg-Schwedt, Friedrich Wilhelm von Erdmannsdorff und Georg Friedrich von Raumer über Paris, wo sie Jean-Jacques Rousseau besuchten, nach England.
Er heiratete am 31. Juli 1777, nachdem in Pretzsch aufgeboten wurde, Rebecca Louisa Kirchhof, die Tochter eines Rechenmeisters am Mariengymnasium Jever aus Jever, das zu dieser Zeit zu Anhalt gehörte. Einige Zeit lebte die Familie in Wörlitz. Hier wurden mindestens zwei seiner Kinder geboren. Zwischen 1793 und 1797 beauftragte der Fürst ihn damit, im nordöstlichen Teil des Barockgartens in Oranienbaum das alte Kanalsystem zu erweitern, künstliche Inseln und Hügel zu schaffen, Schlängelwege und Bepflanzungen nach chinesischem Vorbild anzulegen. Außerdem entwarf er das Chinesische Teehaus in Oranienbaum. Im Jahr 1799 endete seine Tätigkeit.
Johann Christian Neumark starb 1811 in Oranienbaum.
Der Wörlitzer Park wurde nach Vorstellungen von Fürst Leopold III. Friedrich Franz von Anhalt-Dessau (1740–1817) von 1769 bis 1773 angelegt und bis 1813 erweitert.  Er ist der erste deutsche Landschaftspark nach englischem Vorbild und wurde 2000 zum UNESCO-Welterbe erklärt. Der Park gliedert sich in verschiedene Teile wie Neumarks Garten, Schochs Garten und Neue Anlage. Nach Johann Christian Neumark  wurde der maßgeblich unter seiner Leitung entstandene Neumarks Garten in den Wörlitzer Anlagen benannt. Neumark ist der Verfasser des bekannten Wörlitz-Planes von 1784 (Kupferstich von Israel Salomon Probst für Augst Rodes Wörlitz-Beschreibung von 1788).